# یواس‌اس ناروال (اس‌اس‌ان-۶۷۱)
یواس‌اس ناروال (اس‌اس‌ان-۶۷۱) (به انگلیسی: USS Narwhal (SSN-671)) یک زیردریایی بود که طول آن ۳۱۴ فوت (۹۵٫۷ متر) بود. این زیردریایی در سال ۱۹۶۷ ساخته شد.